# Proiphys infundibularis
Proiphys infundibularis är en amaryllisväxtart som beskrevs av David Lloyd Jones och John Leslie Dowe. Proiphys infundibularis ingår i släktet Proiphys och familjen amaryllisväxter.
Artens utbredningsområde är Queensland. Inga underarter finns listade i Catalogue of Life.